# Kupařovice (zámek)
Zámek Kupařovice se nachází na východním okraji obce Kupařovice v okrese Brno-venkov. Je chráněn jako kulturní památka České republiky.
Barokní zámek navržený Františkem Antonínem Grimmem byl postaven v letech 1739–1743 pro Karla Maxmiliána z Ditrichštejna, který jej využíval pro občasné pobyty na venkově a pro lovecké účely; zároveň byl využit i pro sídlo inspektora rodového panství. Zároveň se zámkem vznikly i hospodářské budovy. Jedná se o dvojpodlažní dvojtraktovou budovu obdélného půdorysu s průjezdem v příčné ose. V 19. století byl zámek využíván hospodářsky, na začátku 20. století v něm byla umístěna sýpka, k největším devastacím ale došlo až po druhé světové válce. Na přelomu 70. a 80. let 20. století byl celkově rekonstruován a částečně modernizován, hospodářské budovy byly přestavěny na ubytovací prostory a zámek poté sloužil členům vysokých orgánů režimu. Po roce 1989 jej využívala obec a místní podnikatelé, následně jej zakoupila firma Ag-ING, jejíž majitel Pavel Vybíhal si dokonce nechal změnit příjmení na Pavel Kuparowitz. Po krachu této firmy, která byla od roku 2003 v konkurzu, byl zámek několikrát neúspěšně dražen, až jej v roce 2009 koupil za 2,5 milionů korun podnikatel Tomáš Novotný.